# Jerome Lowenthal
Jerome Lowenthal (* 11. Februar 1932 in Philadelphia) ist ein US-amerikanischer Pianist.

## Leben
Lowenthal gab 1945 sein erstes öffentliches Konzert mit dem Philadelphia Orchestra. Am Curtis Institute of Music seiner Heimatstadt begann er bei Olga Samaroff ein Klavierstudium, das er bei William Kapell und Eduard Steuermann an der Juilliard School in New York City fortsetzte. Mit einem Fulbright-Stipendium verbrachte er 1956 in Paris, wo er an der École Normale de Musique von Alfred Cortot unterrichtet wurde.
1957 erreichte er beim Internationalen Klavierwettbewerb Ferruccio Busoni in Bozen gemeinsam mit Ivan Davis den zweiten Platz. Außerdem wurde er im selben Jahr 1957 mit dem ersten Preis des Kranichsteiner Musikpreises (Klavier) ausgezeichnet. 1960 war er Finalist beim Concours Musical Reine Elisabeth in Brüssel.
Drei Jahre lebte und arbeitete er in Jerusalem (Akademie und Israel Philharmonic Orchestra). Konzertreisen führten ihn in die ganze Welt. Er konzertierte mit verschiedenen Ensembles und Musikern, u. a. Ursula Oppens. Er hat ein breites Repertoire; George Rochberg und Ned Rorem widmeten ihm Stücke. Allerdings liegen nur wenige Einspielungen, etwa mit dem Louisville Orchestra und dem Vancouver Symphony Orchestra, vor. Er widmete sich in seinen Gesamtaufnahmen von Klavierkonzerten den Komponisten Tschaikowski und Liszt. Bekannt wurden in Deutschland seine Gershwin-Einspielungen. Lowenthal arbeitete an einer Neubelebung Béla Bartóks.
Im Jahre 1970 wurde er Dozent der Sommerkurse an der Music Academy of the West in Montecito, Kalifornien und 1990 Professor für Klavier an der Juilliard School in New York City.
Lowenthal ist Träger der Ehrendoktorwürde des Cleveland Institute of Music. 2016 war seine Einspielung The People United Will Never Be Defeated! (Frederic Rzewski) als Bestes klassisches Instrumentalsolo für die Grammy Awards nominiert.
In den International Piano Archives at Maryland der University of Maryland Libraries wird die Jerome Lowenthal Collection überliefert.